# Bélléfoungou
Bélléfoungou ist ein Arrondissement im Département Donga im westafrikanischen Staat Benin. Es ist eine Verwaltungseinheit, die der Gerichtsbarkeit der Kommune Djougou untersteht.

## Demografie und Verwaltung
Gemäß der Volkszählung 2013 des beninischen Statistikamtes INSAE hatte das Arrondissement 6203 Einwohner, davon waren 3026 männlich und 3177 weiblich.
Von den 122 Dörfern und Quartieren der Kommune Djougou entfallen fünf auf Bélléfoungou: Angba, Belléfoungou, Kpégounou, Sosso und Tolra.